# Амилопласт
Амилопастът (специализирана форма на левкопласта) е органел без пигменти, срещан в растителните клетки. В амилопласта се складира полизахаридът амилопектин, който е вид нишесте.
Амилопластите могат да превръщат нишестето в захар, когато на растението му е необходима енергия. През деня в растенията има повече захар отколкото нишесте, а през нощта е обратното. Амилопласти могат да бъдат открити в подземните тъкани на някои растения като картофът. Тези органели произлизат от специализираните растителни пластиди. Пластидите притежават собствен геном и се смята, че произлизат от цианобактериите (синьо-зелени водорасли) като са формирали симбиотни взаимоотношения с еукариотите.